# Hornpipe

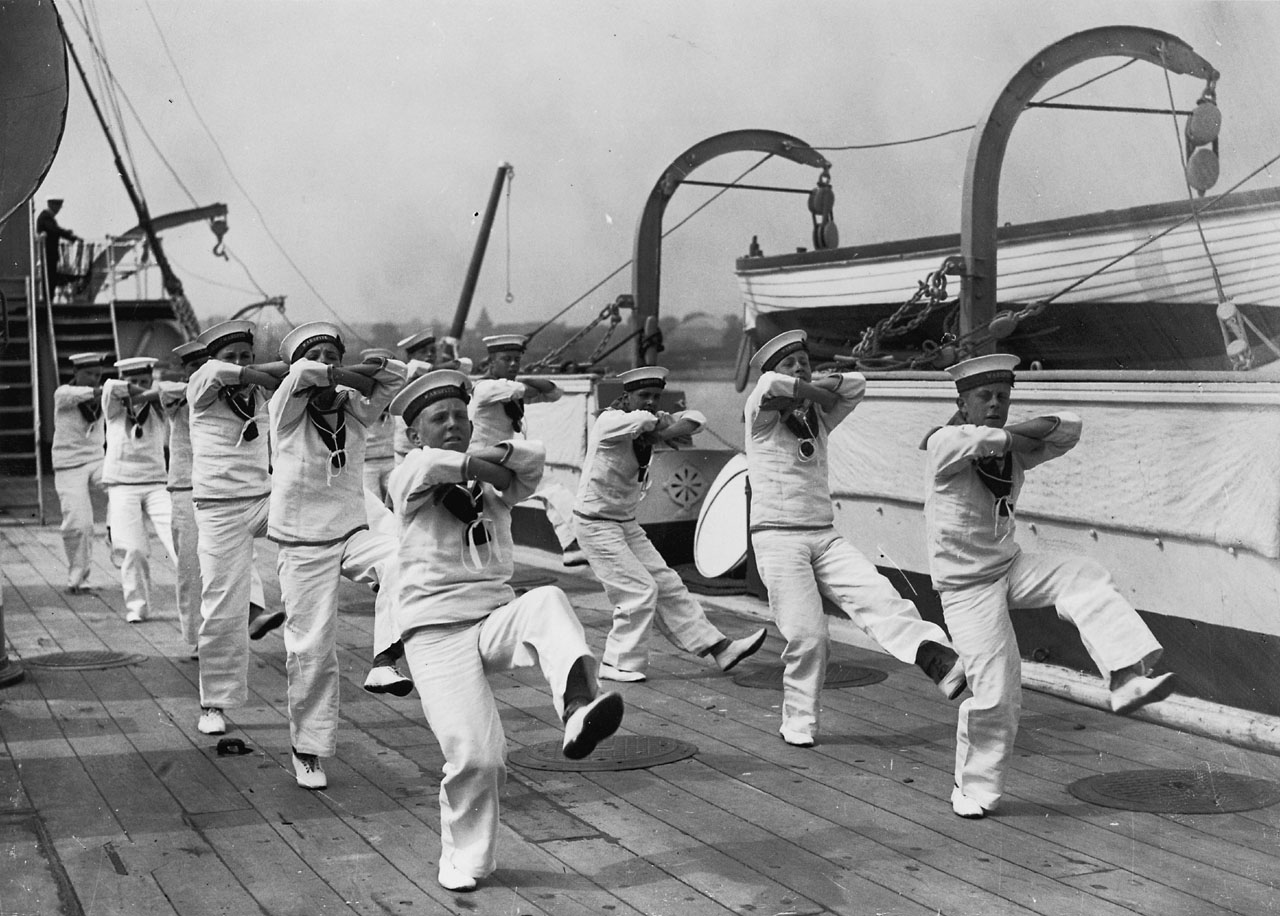
Marins dansant le hornpipe à bord du cuirassé britannique.

Le hornpipe est une danse irlandaise et britannique en trois temps (3/2). En Irlande, elle se pratique en hard shoes (claquettes).
On appelle également hornpipe un air traditionnel irlandais à 4/4, à 9/4 ou à 9/8.
Enfin, le hornpipe est un instrument de musique. C'est un tuyau à anche simple doté d'un pavillon en corne d'animal (il comporte parfois deux tuyaux parallèles avec un pavillon commun) ; le hornpipe peut également servir de tuyau à la cornemuse. Connu depuis l'Antiquité, il est encore joué en Espagne et en Afrique du Nord, ainsi qu'à l'est de l'Arabie et dans certaines régions de Russie.